# Prase savanové
Prase savanové (Phacochoerus africanus) je nepřežvýkavý sudokopytník z čeledi prasatovitých. Žije v savanách a lesích subsaharské Afriky. Dříve bylo uváděno pouze jako poddruh prasete bradavičnatého (P. aethiopicus), ale dnes se obě pokládají za samostatné druhy. Zatímco prase bradavičnaté žije v severní Keni, Somálsku a východní Etiopii, prase savanové obývá velkou oblast střední, jižní a východní Afriky od Eritrey po Jihoafrickou republiku.

## Popis

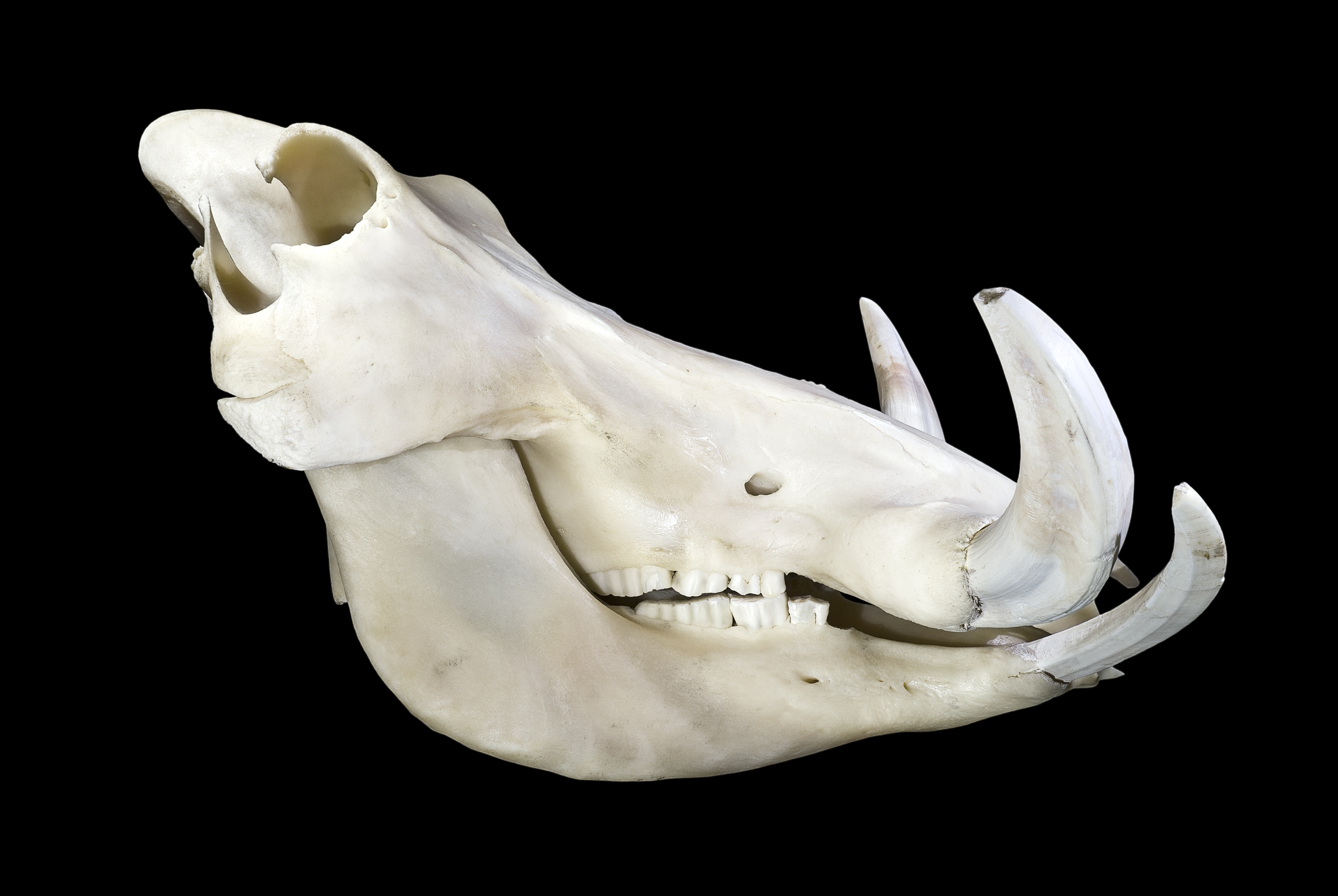
Lebka

Prase savanové dorůstá délky 1,3–1,7 m, ocas měří mezi až 50 cm. Výška v kohoutku dosahuje 70–85 cm, hmotnost se pohybuje v rozmezí 120–150 kg. Bachyně je asi o 20% menší než kanec a má také slabší tesáky. Prase bradavičnaté má šedé až hnědočervené zbarvení, většina těla je lysá, nebo porostlá jen řídkými štětinami. Na hřbetě jsou štětiny dlouhé a vytvářejí zřetelnou hřívu. Hlava je velká, má široký rypák, velmi dlouhé, vzhůru zahnuté tesáky, dorůstající u kanců délky až 60 cm a po stranách hlavy dva páry výrůstků, podobných bradavicím. Ty slouží patrně k tlumení nárazů při vzájemných soubojích kanců a chrání lebku před poškozením. Ocas je velmi dlouhý, ale tenký, bičovitý a zvířata ho často nosí strnule vzhůru, zvláště při útěku. Ze smyslů je nejlepší čich. Od příbuzného prasete bradavičnatého se prase savanové odlišuje větší velikostí, delšími, více rozevřenými tesáky a výrazně konvexním profilem hlavy.

## Výskyt
Prase savanové obývá téměř celou subsaharskou Afriku kromě pralesních oblastí, hor Etiopie, Kapska a Afrického rohu. Na Africkém rohu ho zastupuje pravé prase bradavičnaté, které žilo dříve i v Kapsku, kde však bylo vyhubeno. Preferuje sice otevřené travnaté savany, ale najdeme ho i v polopouštích, v křovinaté buši a místy i v horách, až do výše 3000 metrů nad mořem. Podmínkou jejich výskytu je alespoň sezónní dostatek vody, i když je schopné dočasně krýt spotřebu vody potravou (z dužnatých hlíz a oddenků). Obvykle je stálé, nemigruje.

## Potrava
Živí se hlavně různými travinami (vousatka, troskut), a to jak jejich nadzemními částmi, tak i oddenky a kořeny, ale také plody, kořeny a hlízami jiných rostlin. Při vyrývání podzemních částí rostlin si pomáhá silnými kly. Příležitostně požírá i bezobratlé živočichy (např. velké mnohonožky),, drobné obratlovce a nepohrdne ani mršinami a trusem různých živočichů. Při rytí často klečí na kolenou předních končetin, opatřených tvrdými mozoly, což působí poněkud komicky. Prase savanové má rádo dostatek vody, válí se rádo v bahně a také se koupe, ale je schopné delší dobu přežít i bez vody. Její spotřebu mu může krýt potrava (oddenky, hlízy, kořeny).

## Chování
Prasata savanová nejsou příliš společenská zvířata. Rodinné skupiny tvoří samice s mláďaty, kanci jsou samotářští. Aktivní jsou za soumraku a v noci, ve dne většinou odpočívají v noře. Nora může být velmi hluboká, prase si ji buďto vyhrabe samo, nebo pro sebe rozšíří noru jiného zvířete (hrabáč, dikobraz, hyena), může být hluboká až 10 m. V noře prase odpočívá, samice zde rodí selata a prasata se zde také ukrývají před predátory. V případě ohrožení prchají do nory, kam zalézají pozadu a brání se masivní hlavou s ostrými kly.
Dospělí se ozývají funěním, nechrochtají, selata kvičí. Pokud jsou selata v ohrožení, často nehnutě zalehnou a předstírají smrt, pokud se jich však člověk nebo jiný predátor dotkne, zakvičí a přivolají tím matčinu pomoc. Loví je především lvi, levharti a psi hyenovití, prase se jim však často dokáže ubránit. Postřelené prase savanové mnohdy napadne i člověka a dokáže ho svými tesáky smrtelně zranit.

## Rozmnožování
Pohlavní zralosti dosahují prasata ve věku 18–24 měsíců. Samci se však do páření zapojují až ve věku 4 let. Říje probíhá většinou ve čtvrtém nebo pátém měsíci od začátku období dešťů. Kanci v této době bojují dlouhými kly nebo se přetlačují hlavami. Díky silné kůži a "bradavicím", které slouží jako chrániče, však většinou nedochází k vážným zraněním. Samice se většinou páří s více kanci. Březost trvá šest měsíců, někdy i déle, což je nejdéle ze všech druhů prasat (kromě p. bradavičnatého). Samice rodí v noře 3–4, výjimečně až 8 dobře vyvinutých selat. Ta po narození váží asi 0,5 kg. Selata prožijí prvních 7 týdnů života v noře a ještě další dva měsíce je matka vodí a kojí. Selata jsou velmi náchylná k přehřátí i prochladnutí. Samec se o mláďata nestará. Dospělosti se dožívá méně než polovina mláďat. Prasata savanová se v přírodě dožívají i více než patnáct let, v zajetí i více než dvacet.

## Poddruhy
Vědci rozeznávají čtyři poddruhy prasete savanového, které se však liší jen velmi málo.
- Phacochoerus africanus africanus – Sahel a přilehlé oblasti od Senegalu po Súdán.
- Phacochoerus africanus aeliani – Eritera a Etiopie.
- Phacochoerus africanus massaicus – Východní Afrika a oblast velkých jezer.
- Phacochoerus africanus sundevalii – Jižní a jihovýchodní Afrika.

## V kultuře
V románu Henryka Sienkiewicze Pouští a pralesem je zmíněn divoký kanec ngiri, který smrtelně zranil švýcarského cestovatele Lindeho. Vzhledem k tomu, že se příběh odehrál v dnešní Ugandě, mělo by se jednat o prase savanové. Prasetem savanovým je rovněž dobrácký pašík Pumba, populární postavička z animovaného filmu Lví král.

## Prase savanové v českých zoo
- ZOO Dvůr Králové
- ZOO Plzeň
- ZOO Zlín